# Litorhina kaokoensis
Litorhina kaokoensis är en tvåvingeart som först beskrevs av Hesse 1956.  Litorhina kaokoensis ingår i släktet Litorhina och familjen svävflugor.
Artens utbredningsområde är Namibia. Inga underarter finns listade i Catalogue of Life.